# Dubivka, Berdîciv
Dubivka (în ucraineană Дубівка) este un sat în comuna Krasivka din raionul Berdîciv, regiunea Jîtomîr, Ucraina.

## Demografie
Componența lingvistică a localității Dubivka
     Ucraineană (98,28%)
     Rusă (1,72%)
Conform recensământului din 2001, majoritatea populației localității Dubivka era vorbitoare de ucraineană (98,28%), existând în minoritate și vorbitori de rusă (1,72%).